# District de Basse-Franconie
Le district de Basse-Franconie (en allemand Regierungsbezirk Unterfranken) est l'une des trois circonscriptions de Franconie et l'une des sept circonscriptions de Bavière. Elle est limitrophe des Länder de Bade-Wurtemberg, de Hesse et de Thuringe et, à l'est, des circonscriptions bavaroises de Haute-Franconie (district) et de Moyenne-Franconie (district).
Fondé en 1817 comme Cercle du Bas-Main (en allemand : Untermainkreis), le district fut renommé comme Cercle de Basse-Franconie et d'Aschaffenbourg (en allemand : Kreis Unterfranken und Aschaffenburg) le 1er janvier 1837. En 1933, la terminologie pour les districts en Allemagne nazie fut uniformisée d'où le Regierungsbezirk Unterfranken und Aschaffenburg (district de Basse-Franconie et d'Aschaffenbourg). Le Main traverse la Basse-Franconie, c'est pourquoi la région est parfois aussi appelée « Main-Franken », même officiellement entre 1938 et 1946. Dès lors, le district porte son nom actuel.

## Subdivisions administratives

### Villes-arrondissements(Kreisfreie Städte)
1. Aschaffenbourg
2. Schweinfurt
3. Wurtzbourg

### Arrondissements(Landkreise)
1. Arrondissement d'Aschaffenbourg
2. Arrondissement de Bad Kissingen
3. Arrondissement de Hassberge
4. Arrondissement de Kitzingen
5. Arrondissement de Main-Spessart
6. Arrondissement de Miltenberg
7. Arrondissement de Rhön-Grabfeld
8. Arrondissement de Schweinfurt
9. Arrondissement de Wurtzbourg

### Anciens arrondissements
1. Arrondissement d'Alzenau-en-Basse-Franconie (de)
2. Arrondissement d'Aschaffenbourg
3. Arrondissement de Bad Kissingen
4. Arrondissement de Brückenau (de) (renommé en 1970, Arrondissement de Bad Brückenau (de))
5. Arrondissement d'Ebern (de)
6. Arrondissement de Gemünden-sur-le-Main (de)
7. Arrondissement de Gerolzhofen (de)
8. Arrondissement d'Hamelbourg (de)
9. Arrondissement d'Haßfurt (de)
10. Arrondissement d'Hofheim-en-Basse-Franconie (de) (à partir de 1900)
11. Arrondissement de Karlstadt (de)
12. Arrondissement de Kitzingen
13. Arrondissement de Königshofen-en-Grabfeld (de)
14. Arrondissement de Lohr-sur-le-Main (de)
15. Arrondissement de Marktheidenfeld (de)
16. Arrondissement de Mellrichstadt (de)
17. Arrondissement de Miltenberg
18. Arrondissement de Neustadt-sur-la-Saale (de) (renommé en 1934, Arrondissement de Bad Neustadt-sur-la-Saale (de))
19. Arrondissement d'Obernburg-sur-le-Main (de)
20. Arrondissement d'Ochsenfurt
21. Arrondissement de Schweinfurt
22. Arrondissement de Volkach (de) (jusqu'en 1872)
23. Arrondissement de Wurtzbourg